# Championnat d'Italie de rugby à XV 2024-2025
 (signalé en mai 2025).
Si vous disposez d'ouvrages ou d'articles de référence ou si vous connaissez des sites web de qualité traitant du thème abordé ici, merci de compléter l'article en donnant les références utiles à sa vérifiabilité et en les liant à la section « Notes et références ».
- Archive Wikiwix
- Bing
- Cairn
- DuckDuckGo
- E. Universalis
- Gallica
- Google
- G. Books
- G. News
- G. Scholar
- Persée
- Qwant
- (zh) Baidu
- (ru) Yandex
- (wd) trouver des œuvres sur Wikidata

 (juin 2024).
Ne doit pas être confondu avec Championnat d'Italie féminin de rugby à XV 2024-2025.
Navigation
Serie A Élite 2023-2024
Le championnat d'Italie de rugby à XV 2024-2025 oppose les dix meilleures équipes italiennes de rugby à XV. Le championnat débute le 12 octobre 2024 et se termine par une finale.

## Format
Lors de la saison régulière, toutes les équipes s'affrontent en matchs aller-retour. Les quatre premiers se qualifient pour les demi-finales disputées en matchs aller-retour. Le dernier est relégué.
| Colorno Vicenza Piacenza Mogliano Padoue Reggio d'Émilie Rovigo Fiamme Oro Viadana Lazio |

| Équipe                             | Stade                            | Capacité | Ville           |
| ---------------------------------- | -------------------------------- | -------- | --------------- |
| Rugby Colorno                      | Stadio Gino Maini                | 1 000    | Colorno         |
| Gruppo Sportivo Fiamme Oro Rugby   | Centro Sportivo di Ponte Galeria | 1 348    | Rome            |
| Polisportiva SS Lazio Rugby 1927   | Centre sportif Giulio Onesti     | 1 300    | Rome            |
| Rugby Lyons Piacenza               | Stadio Walter Beltrametti        | 3 000    | Plaisance       |
| Mogliano Rugby SSD                 | Stade Maurizio-Quaggia           | 786      | Mogliano Veneto |
| Petrarca Rugby Padoue              | Stade Memo-Geremia               | 1 200    | Padoue          |
| Rugby Reggio Associazione Sportiva | Stade Mirabello                  | 4 500    | Reggio d'Émilie |
| Rugby Rovigo                       | Stade Mario-Battaglini           | 5 500    | Rovigo          |
| Rugby Viadana                      | Stade Luigi-Zaffanella           | 6 000    | Viadana         |
| Rangers Rugby Vicenza              | Rugby Arena                      | 800      | Vicence         |

## Classement et résultats

### Tableau synthétique des résultats
L'équipe qui reçoit est indiquée dans la colonne de gauche.
| Clubs           | COL   | FIA   | LAZ   | LYO  | MOG   | PET   | ROV   | VAL   | VIA   | VIC   |
| --------------- | ----- | ----- | ----- | ---- | ----- | ----- | ----- | ----- | ----- | ----- |
| Colorno         |       |       |       |      | 26-21 |       |       |       |       |       |
| Fiamme Oro      |       |       | 48-24 |      |       |       | 6-12  |       |       | 32-14 |
| Lazio           |       |       |       |      |       | 15-24 |       |       |       |       |
| Lyons           |       |       |       |      |       |       | 12-21 | 12-42 | 14-26 |       |
| Mogliano Veneto |       |       |       |      |       | 20-26 |       |       | 15-34 |       |
| Petrarca        | 36-15 |       |       | 31-0 |       |       |       | 13-17 |       |       |
| Rovigo          |       |       | 35-20 |      |       |       |       |       |       | 45-25 |
| Valorugby       | 31-19 |       | 33-17 |      |       |       | 17-26 |       |       |       |
| Viadana         |       | 28-15 | 59-0  |      |       |       |       |       |       | 33-3  |
| Vicenza         | 26-11 |       |       |      | 27-8  |       |       |       |       |       |

|  | Victoire à domicile |  | Match nul |  | Défaite à domicile |

## Phase finale
|  | Demi-finales | Demi-finales |  |  | Finale | Finale |
|  | Demi-finales | Demi-finales |  |  | Finale | Finale |
|  |              |              |  |  |        |        |
|  |              |              |  |  |        |        |
|  |              |              |  |  |        |        |
|  |              |              |  |  |        |        |
|  |              |              |  |  |        |        |
|  |              |              |  |  |        |        |
|  |              |              |  |  |        |        |
|  |              |              |  |  |        |        |
|  |              |              |  |  |        |        |
|  |              |              |  |  |        |        |
|  |              |              |  |  |        |        |
|  |              |              |  |  |        |        |
|  |              |              |  |  |        |        |